# Нік Боніно
Ніколас Лоуренс Боніно (англ. Nicholas Lawrence Bonino; 20 квітня 1988, м. Гартфорд, США) — американський хокеїст, центральний нападник. Виступає за «Ванкувер Канакс» у Національній хокейній лізі.
Виступав за Бостонський університет (NCAA), «Анагайм Дакс», «Сірак'юс Кранч» (АХЛ), ХК «Ньюмаркт-Енья» (локаут).
В чемпіонатах НХЛ — 264 матчі (48+73), у турнірах Кубка Стенлі — 30 матчів (8+7).
У складі національної збірної США учасник чемпіонату світу 2015 (10 матчів, 2+2).
Досягнення
- Бронзовий призер чемпіонату світу (2015)